# Макажанов, Даурен Сабитович
Дауре́н Саби́тович Махажа́нов (каз. Дәурен Сәбитұлы Мақажанов; род. 19 марта 1980, Кентау, Чимкентская область) — аким города Кентау (с 2019-2022).

## Биография
В 2001 году окончил Северо-Казахстанский государственный университет по специальности «экономист-менеджер» (одновременно с 1999 года работал главным специалистом по туризму и спорту в акимате Кызылжарского района).
С 2001 года работал в банках: ОАО «Казкоммерцбанк» (2001—2004, кредитный эксперт, заведующий сектором, менеджер Петропавловского филиала), АО «АТФБанк» (2004—2007, региональный менеджер, начальник управления, директор Центра банковского обслуживания филиала), АО «Альянс Банк» (2007—2008, заместитель директора Астанинского городского филиала). Одновременно в 2007 году окончил магистратуру Кокшетауского университета по специальности «финансы», в 2008 году защитил кандидатскую диссертацию по экономике («Совершенствование финансово-экономического управления корпоративной структурой (на примере АО «НК „КТЖ“»)».
В последующие годы работал в ТОО «Астана Capital building Project» (2008—2009, советник генерального директора), входил в состав правления ряда акционерных обществ:
- Казахстанский фонд гарантирования ипотечных кредитов (февраль — октябрь 2009, заместитель председателя правления);
- КазАгроФинанс (октябрь 2009 — апрель 2011, заместитель председателя правления);
- Аграрная кредитная корпорация (апрель 2011 — октябрь 2012, председатель правления);
- Национальный управляющий холдинг «КазАгро» (октябрь 2012 — сентябрь 2015, заместитель председателя правления)[5].

Одновременно возглавлял совет директоров АО «Фонд финансовой поддержки сельского хозяйства» (ноябрь 2012 — 18 июня 2015), входил в состав Совета директоров АО «Аграрная кредитная корпорация» (с декабря 2012).
С 2015 по февраль 2018 года — заместитель директора ТОО «Агрофуд Береке». С февраля 2018 по апрель 2019 года — заместитель по сельскому хозяйству акима Павлодарской области. 10 апреля 2019 года назначен акимом города Кентау.
2019—2022 — Аким г. Кентау.
25 февраля 2022 года был обвинен в получении взятки в особо крупном размере. 13 июля 2022 года суд приговорил Даурена Макажанова к 10 годам лишения свободы в учреждениях уголовно-исполнительной системы максимальной безопасности.